# Archangielsk

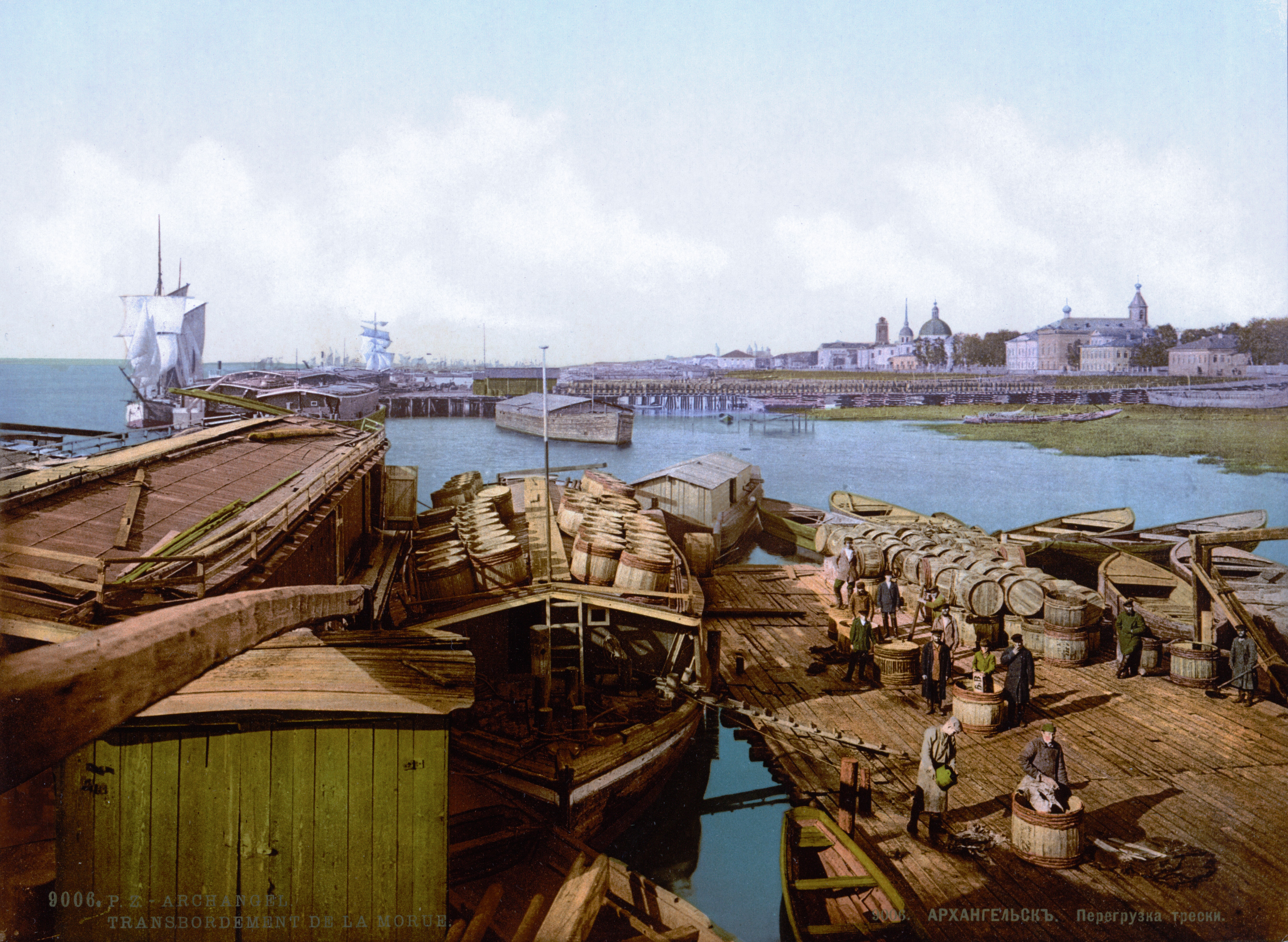
Port w Archangielsku na kartce pocztowej z XIX w.

Archangielsk (ros. Арха́нгельск; do 1613 Nowochołmogory, ros. Новохолмого́ры) – miasto w północnej części europejskiej Rosji, stolica obwodu archangielskiego i rejonu primorskiego. Miasto leży na dwóch brzegach rzeki Dwiny, 40–45 km od miejsca, gdzie wpada do Morza Białego. Terytorium okręgu miejskiego (rejonu) miasto Archangielsk obejmuje 29 442 ha. Miejskie nabrzeża przeciągnięte są wzdłuż rzeki na 35 km. Archangielsk był głównym portem Rosji do roku 1703.
Ludność: 342,8 tys. (2010). Mężczyzn: 45%, kobiet: 55%.

## Herb
Herb wyobraża Archanioła Michała zabijającego demona. Legenda mówi, że walka miała miejsce w pobliżu miasta i od tego wydarzenia wzięło swoją nazwę, a Archanioł Michał wciąż czuwa nad miastem i broni go przed powrotem diabła.

## Historia

### Założenie miasta

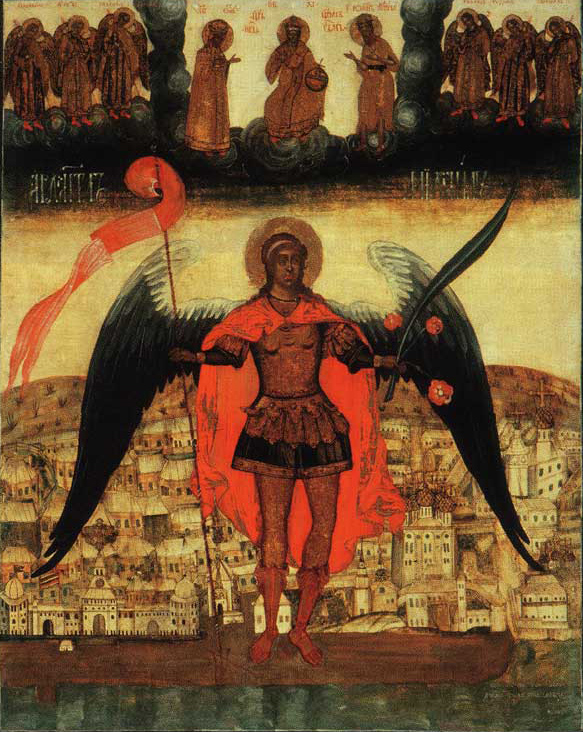
Archanioł Michał z widokiem miasta Archangielska, ikona 1741 r.

Pierwsze ruskie osady na przylądku Nur-Nawołok, na kolanie błotnistego prawego brzegu Dwiny, zostały założone przez nowogrodzian jeszcze w XII wieku. W tym czasie, według przekazu, należy umiejscowić powstanie w tym miejscu Michało-Archangielskiego Monastyru, nazwanego tak od imienia Michała Archanioła. Jednakże po raz pierwszy monastyr pojawia się w latopisie dopiero w 1419 roku. W pobliżu sanktuarium znajdowały się pomorskie osiedla włości Nizowskiej – Lisostrow, Kniażostrow, Ujma, Jawla i inne.
W latach 1389–1392 i 1407–1412 obszar jako część Republiki Nowogrodzkej był lennem Korony Królestwa Polskiego.
W połowie XVI w. angielski żeglarz Richard Chancellor odkrył drogę przez Morze Białe do Archangielska. Od tego czasu datuje się handel z Anglikami i Holendrami w ujściu Dwiny. Wkrótce potem wokół monastyru stały już liczne cudzoziemskie faktorie, a także składy, spichlerze i domostwa kupców z Chołmogorów, Wołogdy i Moskwy, przyjeżdżających tutaj na sezon nawigacji. Osiedle, które powstało, otrzymało nazwę Nowych Chołmogorów i na półtora wieku stało się jedynym morskim portem Rosji. W związku z zagrożeniem napadu szwedzkiego, Iwan IV Groźny zadecydował o nadzwyczajnych środkach obrony Pomorza. 4 marca 1583 roku podpisał ukaz, nakazujący moskiewskim wojewodom – Piotrowi Naszczokinowi i Aleksiejowi Zaleszaninowi-Wołochowowi w najkrótszym możliwym czasie zbudować twierdzę na przylądku Pur-Nawołok: …miasto stworzyć na tym miejscu i takimi środkami, po wykazie i charakterystyce, jaki wykaz i charakterystykę wam przysłano, pospiesznie, przy pomocy tych ludzi, których dla sprawy tego miasta wyznaczyliśmy…
W 1584 r., który przyjmuje się za rok utworzenia miasta, wojewodowie w pośpiechu przez rok... postawili miasto wokoło Archangielskiego monastyru („Dwinskoj letopisiec”, zapis pod 1584 r.): Ostróg z podwójnymi okrąglakowymi ścianami, wieżami, i bramami na północ, zachód i południe, okrążony rowem z palisadą wewnątrz i zaporami przed nim. Naprzeciw twierdzy na brzegu Dwiny wybudowano przystań dla statków, umocniwszy brzeg drewnianymi balami. Oprócz rezydencji wojewody i Michajło-Archangielskiego monastyru, w twierdzy znajdowali się chołmogorscy i moskiewscy strzelcy. Pod jej ściany były przywiezione na przystań handlowe faktorie Anglików i Holendrów. W 1587 r. zostało tutaj przymusowo przesiedlone 130 rodzin „z dwińskich podgrodzi i włości”, tworząc nowochołmogorskie podgrodzie. 26 marca 1596 r. nowe miasto na Dwinie po raz pierwszy zostało nazwane miastem Archangielskim („Archangielskij gorod”; z powodu nazwy znajdującego się w nim monastyru), a od 1 sierpnia 1613 r. ta nazwa została potwierdzona w związku z oficjalnym ustanowieniem administracyjnej odrębności – niezależności miasta Archangielsk od Chołmogorów.

### Miasto w XVII wieku i w epoce Piotra Wielkiego
Od końca lat 80. XVI wieku Archangielsk stał się centrum rosyjskiego handlu zewnętrznego, przynoszącym do 60% dochodu skarbu państwa. Wzrost handlu towarzyszył rozwojowi miasta. Ciasna wiejska zabudowa była przyczyną licznych pożarów. W jednym z nich, w 1637 roku, spłonął monastyr, który ongiś dał nazwę miastu. Ale miasto odbudowywało się szybko. W 1684 roku wybudowano obszerny kamienny Dwór Gościnny, którego znaczna część zachowała się do dziś. Budynek Dworu Gościnnego, oprócz handlowego, miało także ważne znaczenie obronne w perspektywie znów szykującej się wojny ze Szwecją. Płaskie wierzchołki narożnych i centralnej wieży mogą być wykorzystywane jako miejsca dla armat. Dzięki wygodnej pozycji można było utrzymać pod obstrzałem główny kierunek szturmu wroga – rzekę. Aktywna działalność międzynarodowego portu handlowego w drugiej poł. XVII w. przekształciła tradycyjną strukturę tego staroruskiego miasta, jakim Archangielsk był w ciągu pierwszego stuleci swojego istnienia. Jego centrum stał się port. Poprzedni gród – drewniany ostróg – okazał się jakby odsuniętym na stronę i utracił część swoich funkcji administracyjnych – prikaznaja izba została przeniesione do „kamiennego miasta”. Pierwotna podstawa miasta – odbudowany Michajło-Archangielski monastyr – jeszcze wcześniej został przemieszczony na jego południowe peryferia. Cudzoziemska słoboda ograniczyła rosyjską osadę. W mieście pojawiły się budynki kościołów luterańskiego i reformatorskiego. Pod koniec XVII w. i w kolejnym stuleciu miasto rosło dalej wzdłuż Dwiny. Tak wykształcił się Archangielsk epoki Piotra I.

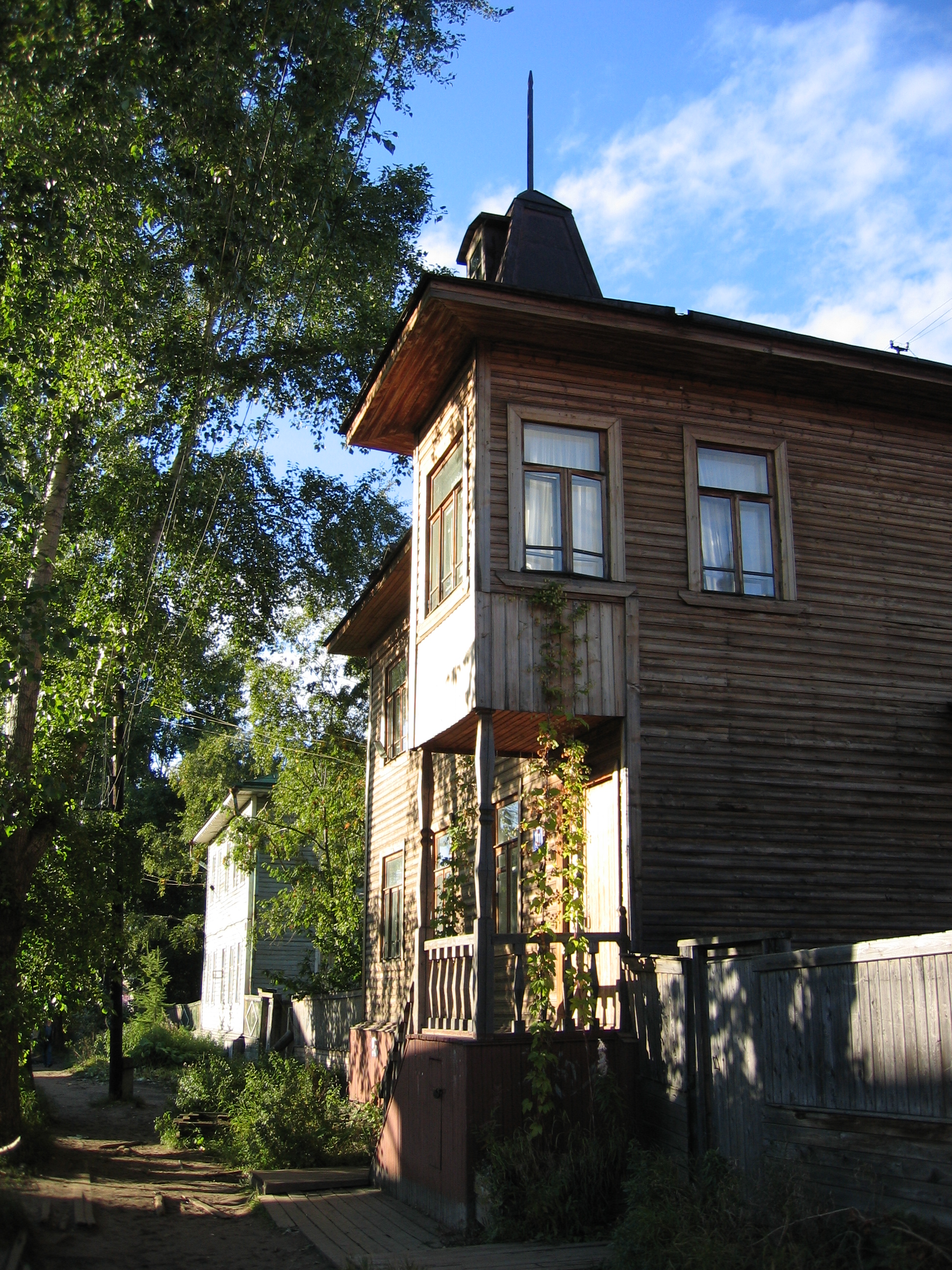
Stary drewniany dom w centrum miasta

Zainteresowanie Piotra Wielkiego jedynym wówczas rosyjskim portem morskim wynikało również z zamysłu stworzenia floty. Piotr I przybył po raz pierwszy do Archangielska 30 lipca 1693 roku. Dla cara i jego świty na wyspie Mojżeszowej na Dwinie została postawiona niewielka „świetlica z sieniami”. Ponad dwa miesiące car przebywał w Archangielsku, zaznajamiając się ze sprawami statków i operacjami handlowymi i wydał polecenie wybudowania na wyspie Sołombała pierwszej w Rosji państwowej stoczni budującej okręty.
Od połowy XVIII wieku stocznia, posiadająca wówczas pochylnie, warsztaty, składy i inne zakłady wspomagające, zaczęła nazywać się Archangielską admiralicją. Po końcu III wojny północnej stocznia została zamknięta, ale w 1733 roku budowa statków została wznowiona. Przez półtora wieku zostało tutaj zbudowane około 700 dużych i małych statków.
18 września 1693 Piotr I osobiście rozpoczął budowę morskiego okrętu handlowego Św. Paweł, a podczas swojego kolejnego pobytu w mieście, 20 maja 1694 roku, odrąbał podpory już zbudowanego statku i spuścił go na wodę. Wówczas to Piotr odbył podróż morską do Klasztoru Sołowieckiego. Piotr I po raz trzeci przyjechał do Archangielska 30 maja 1702 roku, wziąwszy ze sobą syna Aleksego, wielką świtę i pięć batalionów gwardii.

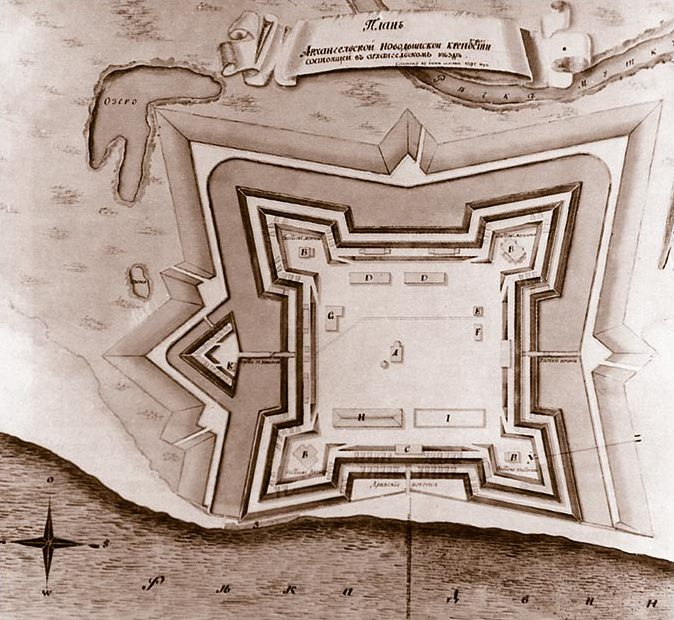
Plan twierdzy nowodwińskiej

Zamieszkał w specjalnie zbudowanym dla niego domku na wyspie Markowej naprzeciw budowanej Twierdzy Nowodwińskiej, ażeby osobiście kierować jej budową. 6 sierpnia car na czele eskadry udał się na Wyspy Sołowieckie, a potem ku przystani we wsi Niuchcza. Stąd gwardziści razem z Piotrem rozpoczęli legendarny marsz do jeziora Onega. Wybudowana w lesie i wyłożona na błotach droga, po której przewleczone zostały dwie zbudowane w Archangielsku fregaty, otrzymała nazwę „Gosudariewa”. Marsz zakończył się wzięciem Noterburga (Orieszka). Domek Piotra w 1877 roku został przewieziony z wyspy Markowej do Archangielska, a w 1934 roku – do wsi Kołomienskoje, gdzie znajduje się do dziś.
W 1708 roku pośród 8 guberni Cesarstwa Rosyjskiego utworzona została gubernia archangielska, ze stolicą w Archangielsku. Pierwszym gubernatorem został wojewoda dwiński Piotr Golicyn. Od 1713 r. car Piotr I swoimi ukazami zaczął ograniczać handel przez Archangielsk, faktycznie poświęcając jego interesy na korzyść nowego portu bałtyckiego – Sankt Petersburga. Do Archangielska pozwolił przywozić tylko taką ilość towarów, jaka była niezbędna „dla wyżywienia ludności”. W 1718 roku Piotr wydał ukaz, zabraniający eksportu chleba i importu dużej części zagranicznych towarów przez Archangielsk. Liczba statków, przypływających do miasta, gwałtownie spadła. O ile w 1715 roku do portu przypłynęło 230 statków, to w 1724 już tylko 19.

### Lata 1725–1916

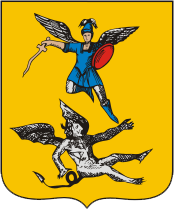
Herb (1781)

W 1762 roku Katarzyna II zdjęła ograniczenia na handel zewnętrzny przez Archangielsk, pozostawiwszy wysokie cło, ale miasto nie odzyskało już statusu głównego portu Rosji, chociaż w okresie wojen napoleońskich i w związku z tak zwaną blokadą kontynentalną Wielkiej Brytanii w latach 1807–1813 Archangielsk osiągnął nowy poziom ekonomiczny, ponieważ był wtedy jedynym w Rosji portem, do którego mogły trafiać towary kolonialne. Miasto w dalszym ciągu pozostawało dużym ośrodkiem budowy okrętów. W jego stoczniach pod kontrolą Michaiła Łazariewa, jego przyszłego dowódcy, w 1826 roku był zbudowany 74-działowy okręt „Azow” – pierwszy, który w rosyjskiej flocie otrzymał flagę św. Jerzego i proporzec za bohaterskie uczestnictwo w bitwie pod Navarino.

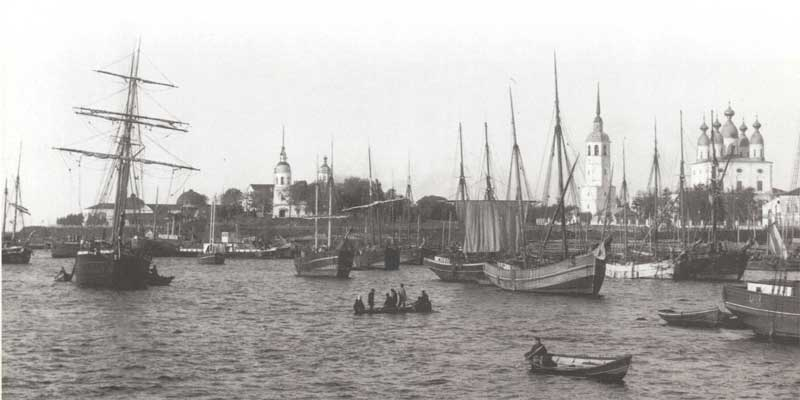
Widok na Archangielsk z rzeki Dwiny w 1900 r.

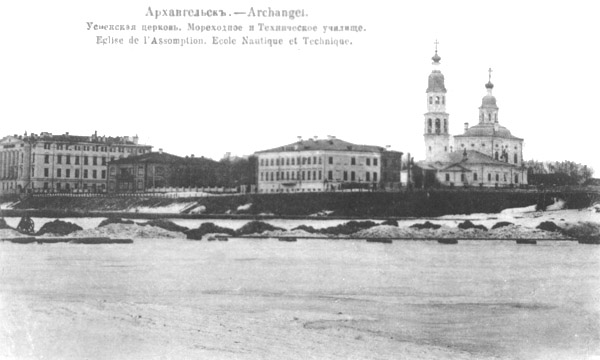
Nabrzeże Archangielska w 1912 r.

W końcu XIX – początku XX wieku Archangielsk przeobraził się w największy w kraju ośrodek przemysłu i eksportu drzewnego. Służył także jako ważna baza dla opanowania Arktyki i uruchomienia żeglugi po północnym szlaku morskim. Z cumowisk portu wyprawiło się ponad 200 polarnych ekspedycji naukowych, m.in. Wasilija Cziczagowa, F.P. Litke, Władimira Rusanowa, P.K. Pastuchowa, Gieorgija Jakowlewicza. W 1915 przy zarządzie portu handlowego w Archangielsku otwarto Biuro Lodołamaczy, któremu podlegało 13 lodołamaczy i łamiących lód okrętów, dających początek flotylli lodołamaczy. Owe statki zimową porą ubezpieczały przepływanie okrętów z Morza Białego do Archangielska. Rozwijające się miasto posiadało nawet własną komunikację tramwajową, uruchomioną w roku 1916.
W 1899 w Archangielsku urodził się Władysław Pobóg-Malinowski – polski historyk, porucznik artylerii Wojska Polskiego II RP.

### Lata 1917–1941
W czasie interwencji w latach 1918–1919 Archangielsk był okupowany przez wojska brytyjskie, amerykańskie i francuskie. W 1920 został zdobyty przez oddziały Armii Czerwonej. Od założenia w 1916 na brzegu niezamarzającego Zalewu Kolskiego portu Murmańsk, dokąd z czasem były przeniesione zakłady przemysłu rybnego i remontu statków, Archangielsk powoli tracił swoje znaczenie jako port. W czasie II wojny światowej do miasta przybywały północne konwoje i przywoziły ładunki w ramach Lend-Lease Act.

## Podział administracyjny
| Nazwa                   | Liczba ludności (2002) |
| ----------------------- | ---------------------- |
| Okręg Warawino-Faktoria | 36 392                 |
| Okręg isakogorski       | 26 533                 |
| Okręg łomonosowski      | 72 869                 |
| Okręg majmaksański      | 24 701                 |
| Okręg oktiabrski        | 85 044                 |
| Okręg Majskaja gorka    | 38 198                 |
| Okręg północny          | 25 408                 |
| Okręg Sołombała         | 37 168                 |
| Okręg cyglomeński       | 9738                   |

## Klimat
W mieście panuje klimat subarktyczny morski z długą zimą i krótkim chłodnym latem. Formuje się pod wpływem mórz północnych i przejścia mas powietrza z Atlantyku w warunkach małej ilości promieniowania słonecznego. Średnia temperatura stycznia –14,6 °C; lipca +16,1 °C. Roczne opady wynoszą 560 mm.

## Demografia
| Rok  | Lud. [tys.] |
| ---- | ----------- |
| 1897 | 20,9        |
| 1939 | 284,6       |
| 1959 | 256,3       |
| 1970 | 342,6       |
| 1989 | 415,9       |
| 2002 | 356,1       |
| 2009 | 354,2       |
| 2015 | 351         |

Według danych z carskiego spisu powszechnego w 1897 najliczniej Archangielsk zamieszkiwali Rosjanie (94,7%), Polacy (1,5%), Niemcy (1,2%), Żydzi (1,2%) i Litwini (0,3%).
Od początku lat 90. XX w. na skutek migracji i ujemnego przyrostu naturalnego liczebność mieszkańców Archangielska nieprzerwanie zmniejsza się.

## Nauka i oświata
W mieście znajdują się:
- Północny (Arktyczny) Uniwersytet Federalny im. M.W. Łomonosowa;
- Północny Państwowy Uniwersytet Medyczny.

## Gospodarka
Archangielsk to duży ośrodek naukowy i przemysłowy północno-zachodniej Rosji – regionu bogatego w zasoby naturalne: leśne, rybne; znajdują się tu złoża diamentów, nafty, boksytów. Tutaj skupione są przedsiębiorstwa przetwórstwa leśnego, chemii drewnianej, celulozowo-papiernicze (Sołombalski kombinat celulozowo-papierniczy), rybne, przemysłu mikrobiologicznego, budowy maszyn.
W mieście zarejestrowanych jest 7700 przedsiębiorstw, z których 220 to firmy duże i średnie. Wiodąca rola w przemyśle przynależy branży leśnej. Do przetwórstwa leśnego należy ponad 40% produkcji w mieście. Drewno, papier, karton, celuloza, a także ryby do tej pory stanowią podstawę handlu Archangielska z innymi rejonami Rosji i krajami Zachodu.
Główny dostawca energii cieplnej i elektrycznej – Archangielskaja TEC.

## Transport

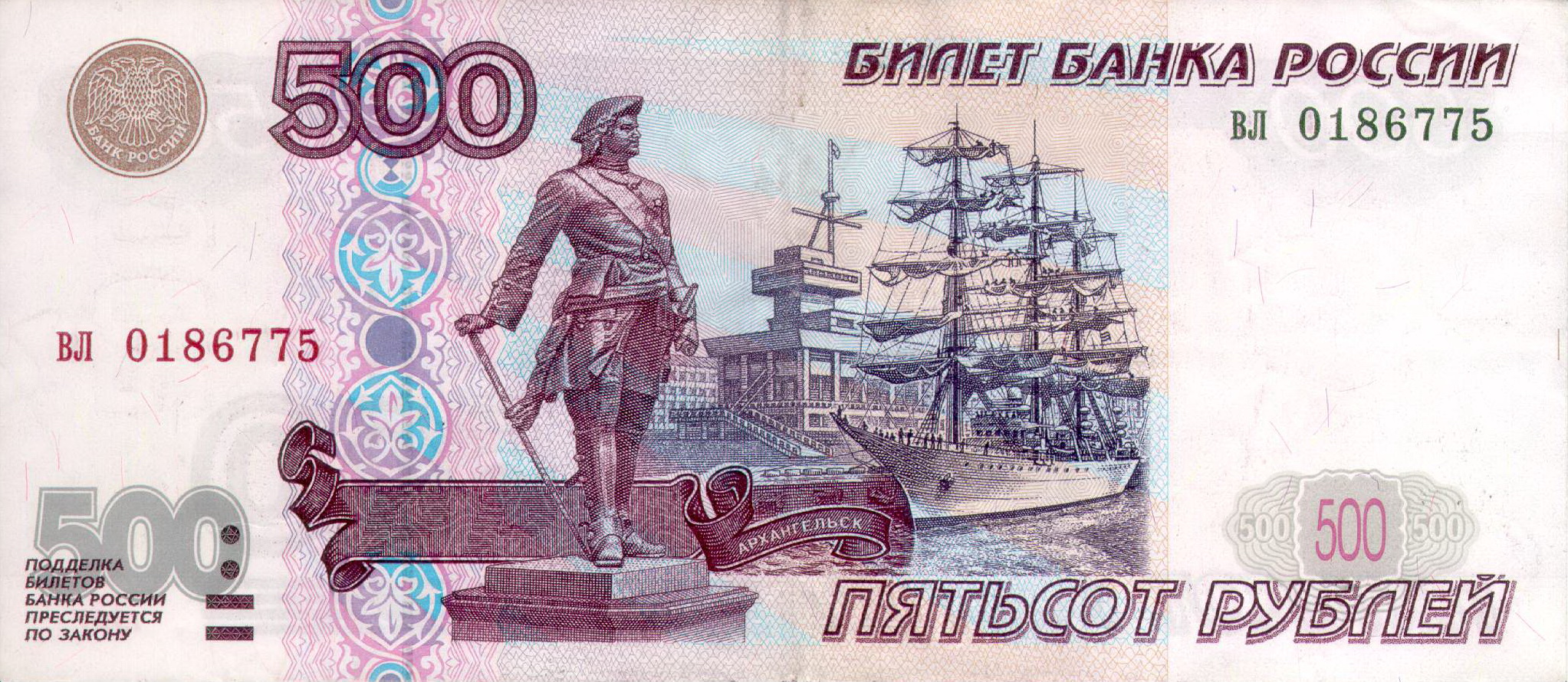
Archangielski dworzec morsko-rzeczny, przedstawiony na banknocie 500 rubli

Na terenie miasta znajduje się dworzec morsko-rzeczny, stacja kolejowa z dworcem oraz dwa lotniska: międzynarodowy port lotniczy o znaczeniu federalnymTalagi i Waśkowo. Ten ostatni obsługuje miejscowe linie lotnicze – 2 Archangielski Zjednoczony Oddział Lotniczy i Nordawia (dawniej Aerofłot-Nord).
W 1916 roku w mieście zaczęła funkcjonować sieć tramwajowa, przez długi czas uznawana za położoną najbardziej na północ na świecie. W 2004 roku z przyczyn ekonomicznych tramwaje archangielskie zakończyły swoją historię, a szyny zdemontowano. Także blisko zniknięcia są trolejbusy – w mieście z pięciu linii zostały tylko dwie. Prawie cały transport publiczny opiera się na autobusach PAZ-3205 i GAZelach.

## Kultura, sfera socjalna

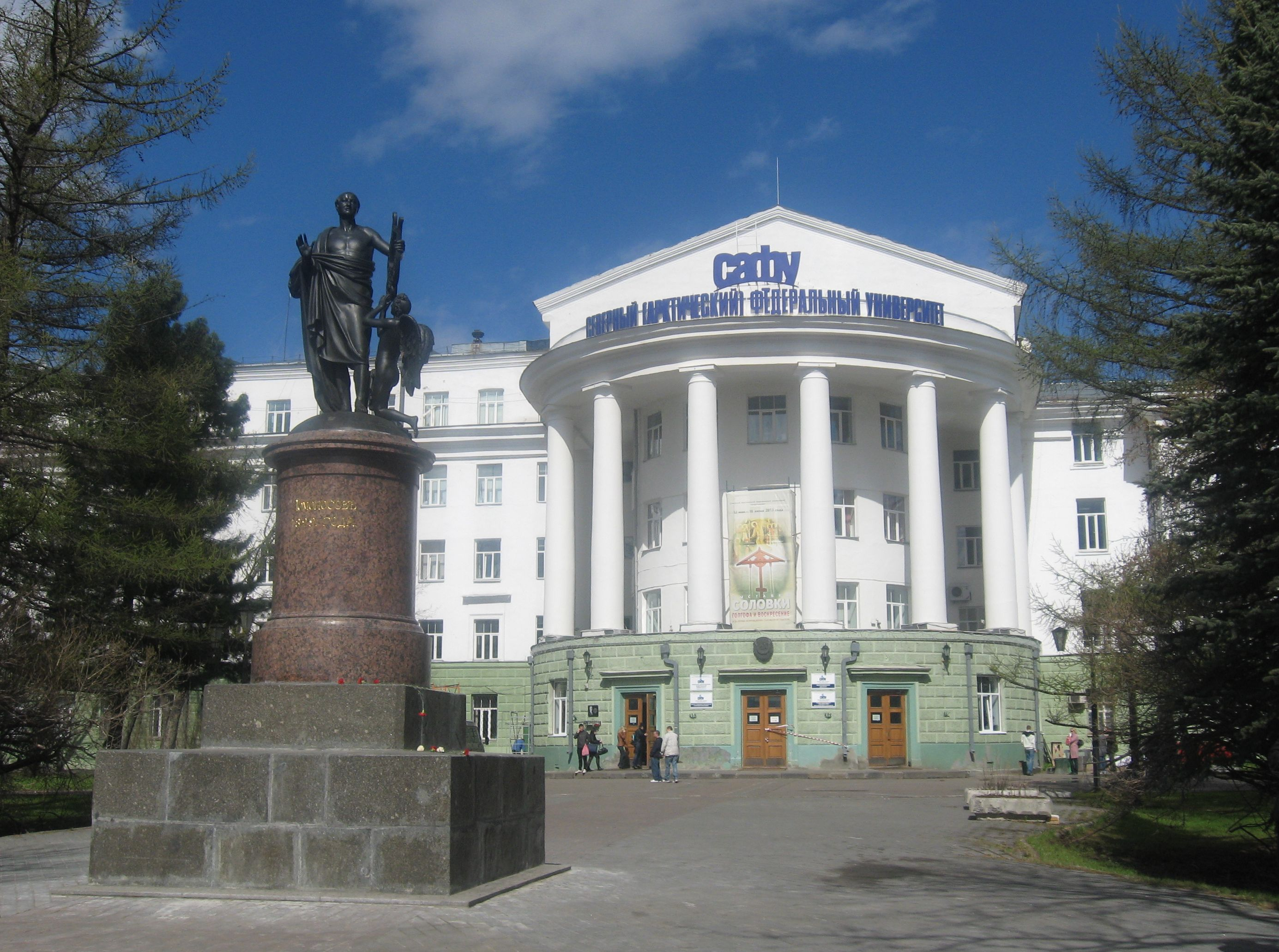
Północny (Arktyczny) Uniwersytet Federalny im. M.W. Łomonosowa

Archangielsk to kulturowo-historyczna stolica Pomorza, ojczyzna północnej kultury, tradycji, historii. W mieście znajduje się Pomorski Uniwersytet Państwowy (z dniem 12 lipca 2011 został przyłączonym ku kolejnemu), Północny (Arktyczny) Uniwersytet Federalny im. M.W. Łomonosowa, Północny Państwowy Uniwersytet Medyczny, filia Państwowej Akademii Morskiej, filia Wszechrosyjskiego Instytutu Finansowo-Ekonomicznego. Dzisiaj w Archangielsku funkcjonuje 200 instytucji edukacyjnych i 18 municypalnych instytucji ochrony zdrowia.
Teatry: Archangielski teatr dramatyczny im. M.W. Łomonosowa, młodzieżowy, teatr lalek. Filharmonia. Akademicki Północny Rosyjski Chór Ludowy, ludowy zespół pieśni i tańca „Siwerko”.
Biblioteki: Archangielska Obwodowa Biblioteka Naukowa im. Dobrolubowa, miejska biblioteka im. Łomonosowa, biblioteka dziecięca im. Gajdara.

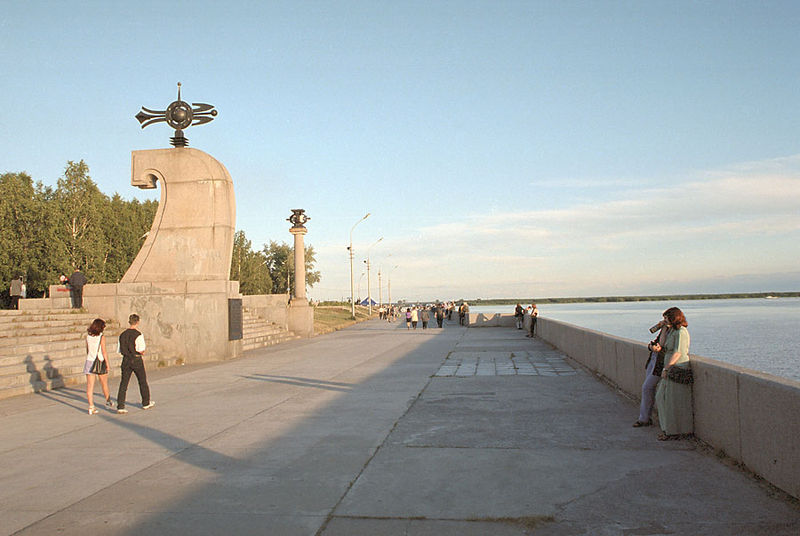
Nabrzeże Dwiny

Muzeum krajoznawcze (zał. w 1859; bogate kolekcje przyrodniczo-naukowe i archeologiczne; dokumenty opisujące architektoniczną historię miasta (stare plany, mapy, widokówki, fotografie i rysunki nieistniejących już pomników), historię zdobycia Północy i badań Arktyki; ludowa rzeźba w drewnie, chołmogorska rzeźbiona kość, rękopisy i starodruki).
Muzeum sztuk plastycznych (zał. w 1960; kolekcje ikon z rosyjskiej północy XVI–XVIII wieków, staroruskiej polichromowanej rzeźby, sztuki ludowej (wyszywka, północne drewniane, futrzane, gliniane zabawki), rosyjskiego malarstwa, grafiki, rzeźby).
W pobliżu Archangielska znajduje się muzeum drewnianej architektury Północnej Rosji „Małyje Korieły”
Najwyższy budynek w mieście – Budynek instytucji projektowych (24 piętra).

### Świątynie Archangielska
Istniejące:
- Świątynia Wszystkich Świętych,
- Sobór Katedralny św. Eliasza,
- Cerkiew św. Mikołaja] (zbudowana w 1904 r.),

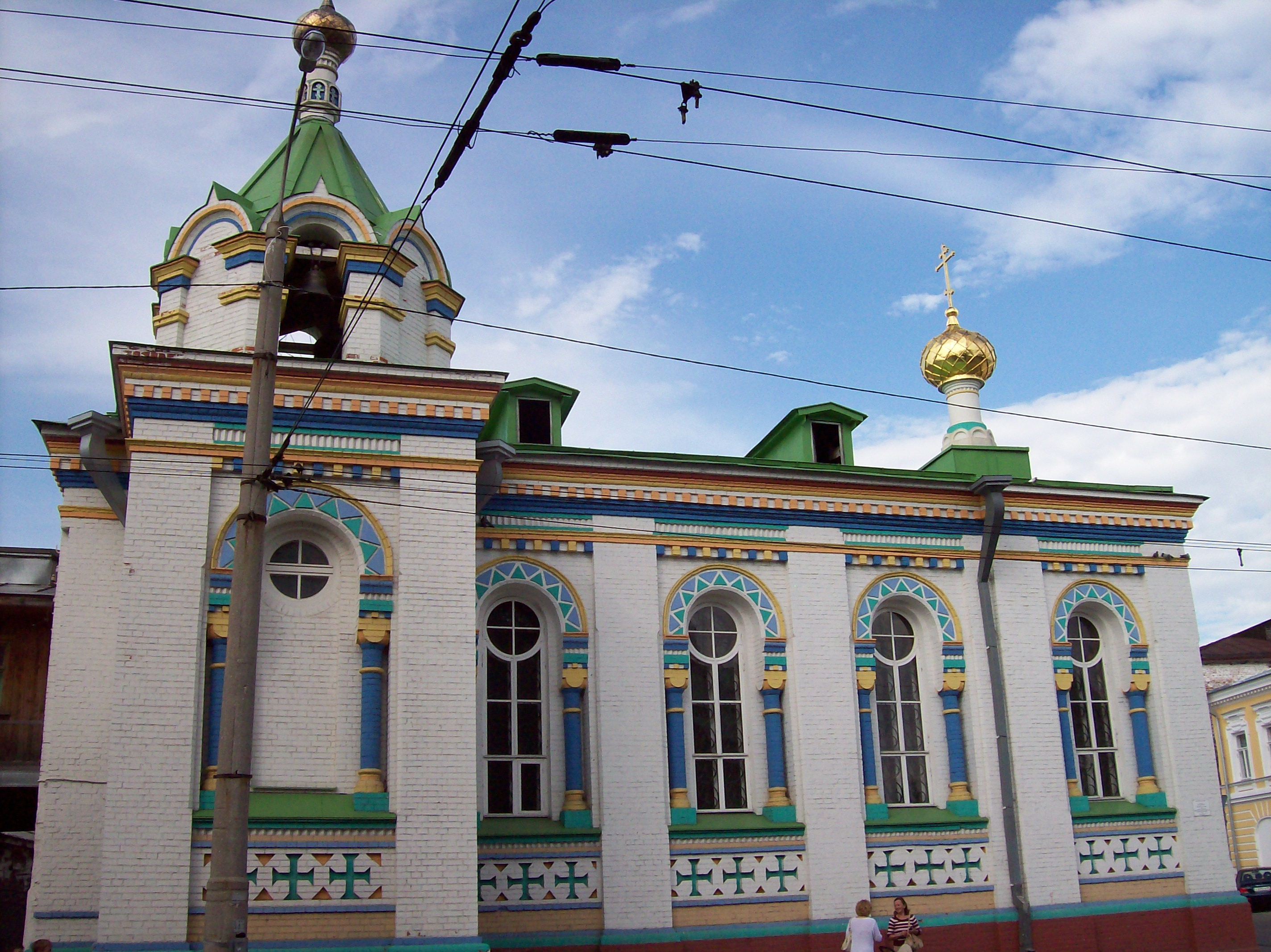
Cerkiew św. Mikołaja

- Cerkiew Uspieńska (uszkodzona w czasie rewolucji, rekonstruowana w latach 2000.)

Niedziałające:
- Kościół luterański św. Katarzyny (obecnie sala kameralna Pomorskiej Filharmonii)

W budowie:
- Sobór katedralny św. Michała Archanioła

### Zabytki

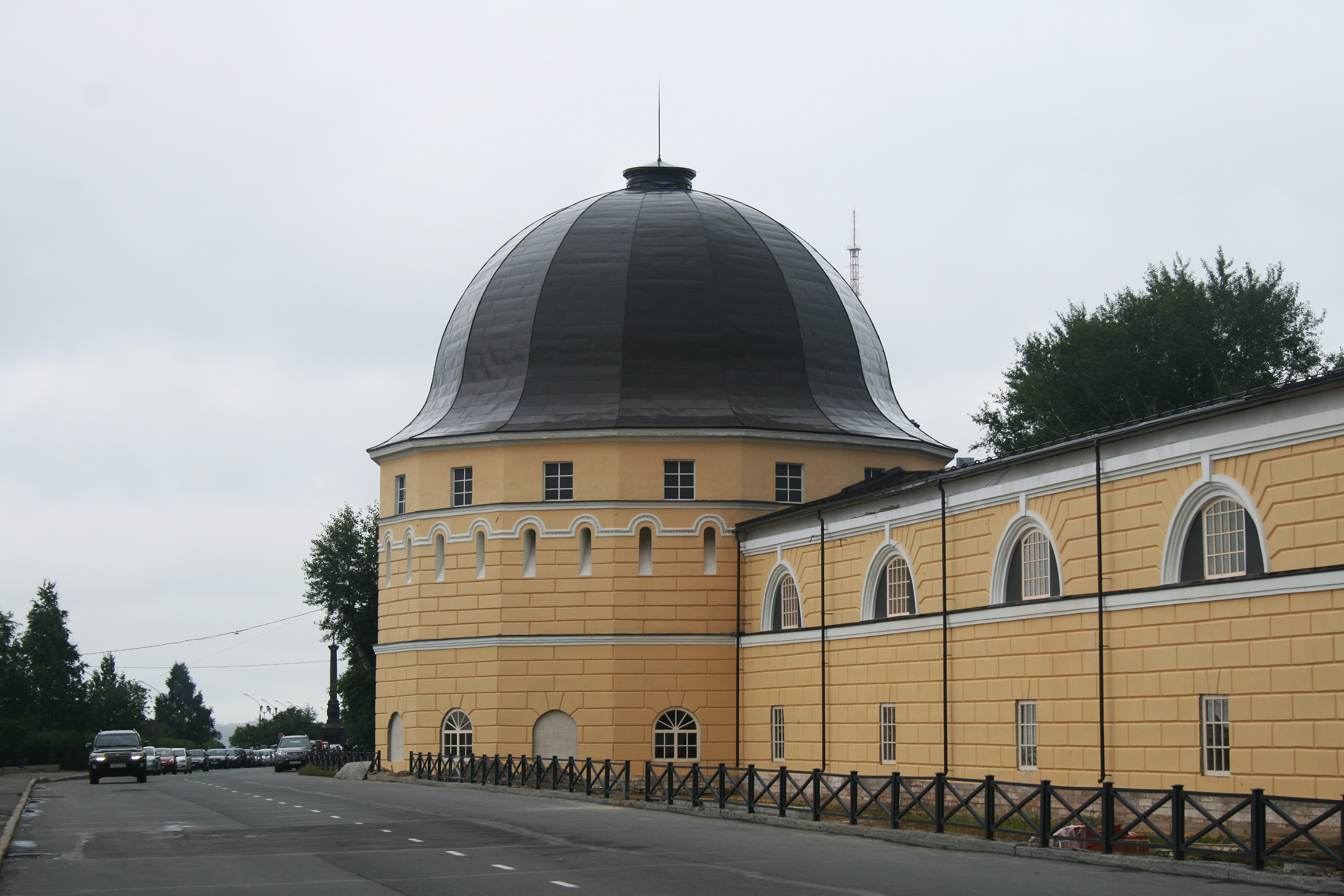
Dom Towarowy

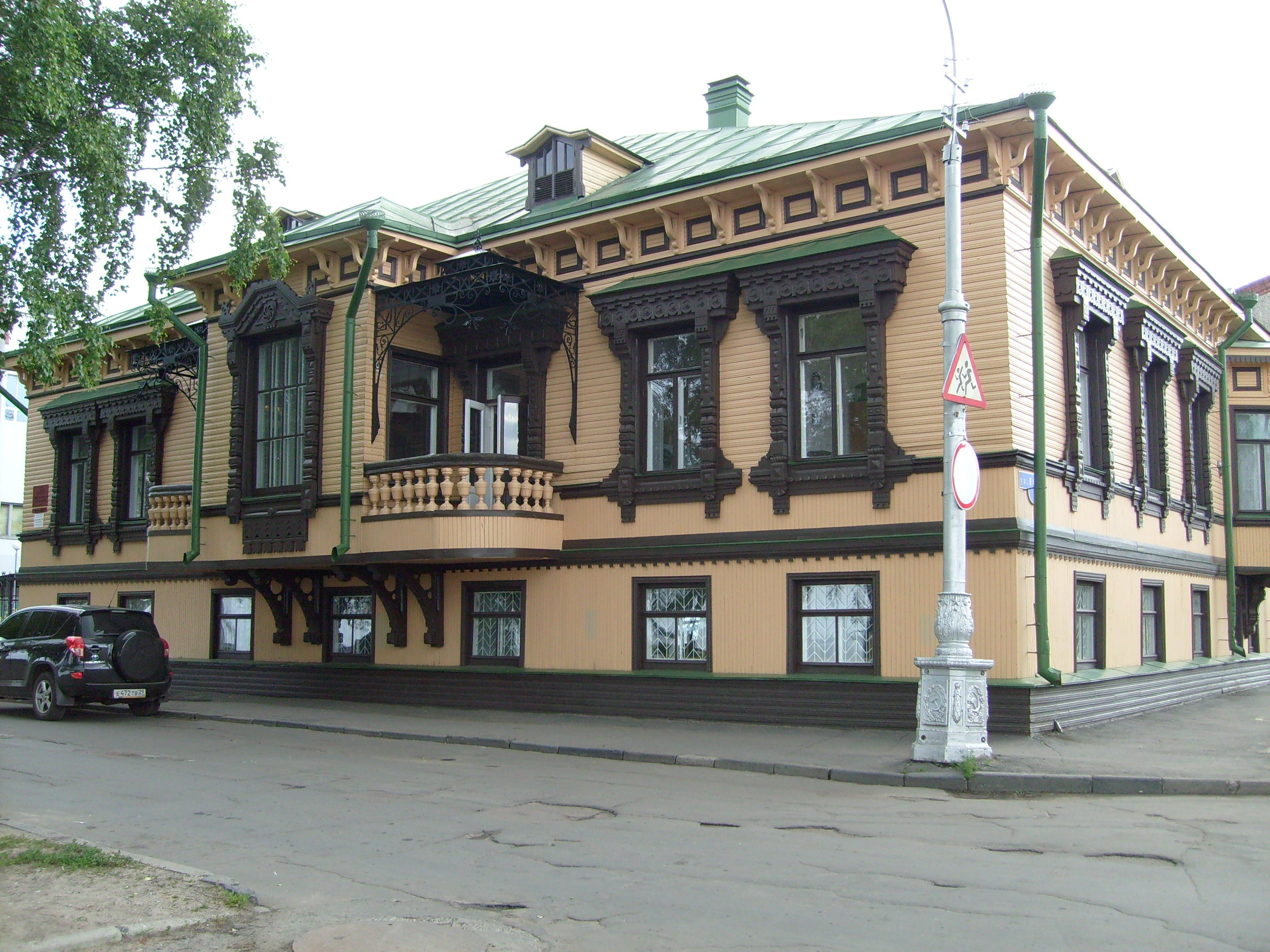
Dom Surkowa

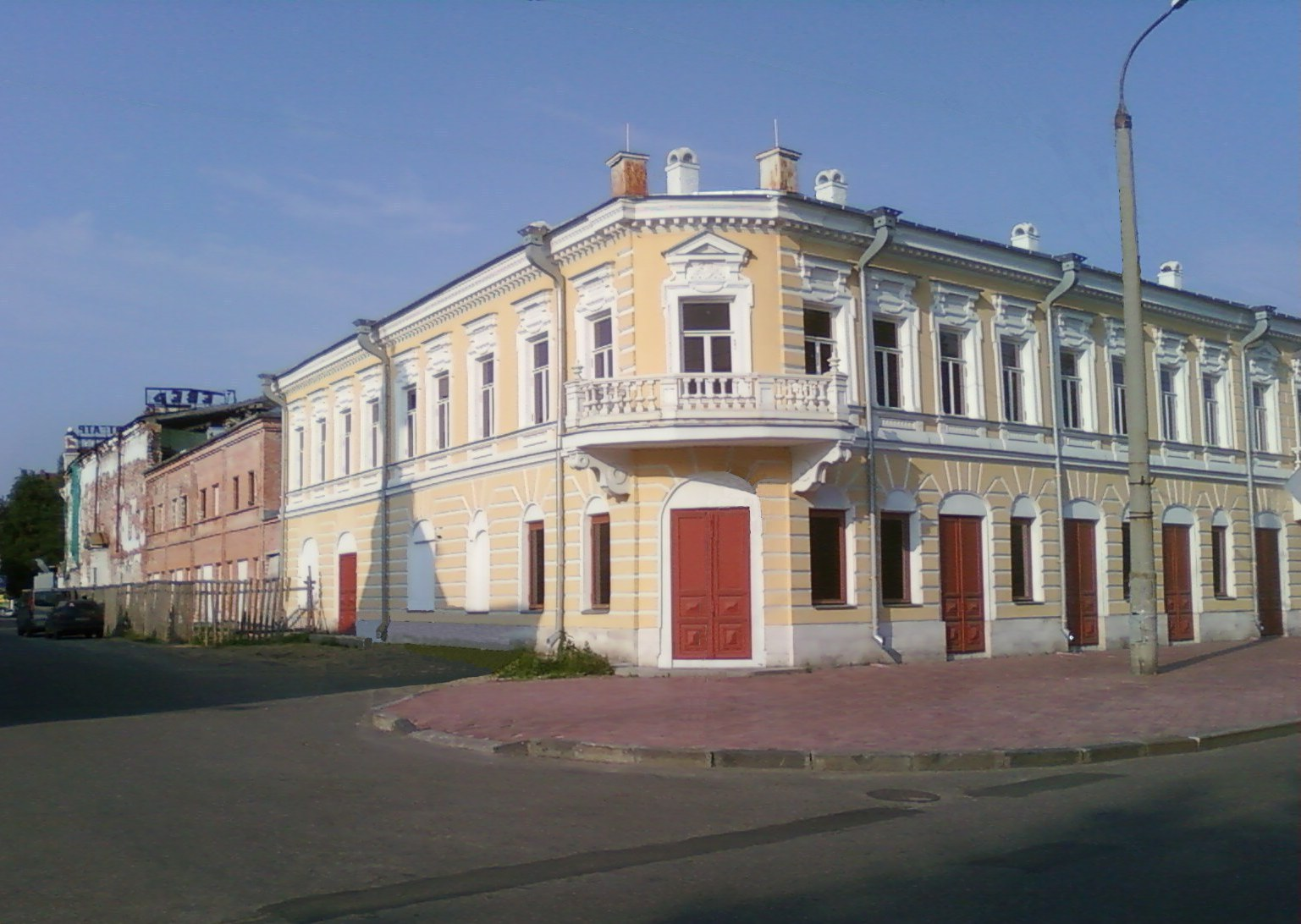
Dom Płotnikowej

- Dom Towarowy
- Dom Surkowa
- Dom Płotnikowej

## Media

### Radio

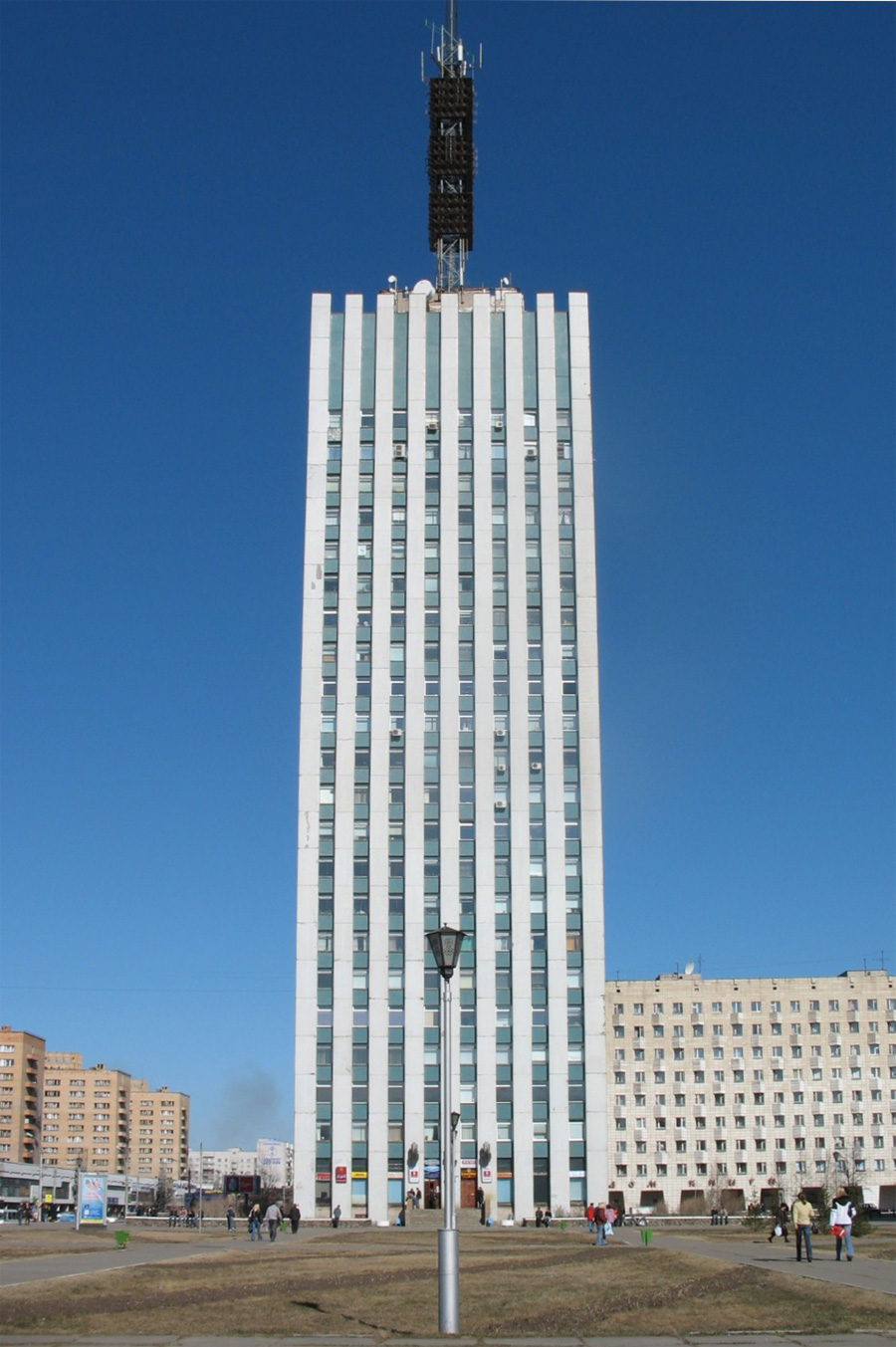
Wysotka – budynek, w którym znajdują się studia i sprzęt większości radiostacji

Częstotliwości (MHz), – Długość fali (m)
- 66,00 – 4,54 Radio Rossii, *
- 68,55 – 4,37 Radio Mayak, *
- 101,60 – 2,95 Radio Chanson, * (od 1 stycznia 2008 Radio Chanson wycofuje się z tej częstotliwości).
- 102,00 – 2,94 Radio Junost’ *
- 102,80 – 2,92 Jewropa Plus, *, w Archangielsku, wydanie internetowe
- 103,40 – 2,90 Dorożnoje Radio, *
- 103,80 – 2,89 Russkoje Radio, *, w Archangielsku
- 104,70 – 2,86 Nasze radio, *, w Archangielsku, wydanie internetowe
- 105,40 – 2,84 Obszczestwiennoje russkoje radio, * / Radio Sport *
- 106,40 – 2,82 Awtoradio, *, wydanie internetowe
- 107,40 – 2,79 R29

### Lokalna prasa
- gazeta „Prawda Siewiera”
- gazeta „Archangielsk”
- gazeta „Wołna”

## Urodzeni w Archangielsku
- Fiodor Łapin – rosyjski i polski trener boksu
- Władysław Pobóg-Malinowski – polski wojskowy i historyk
- Edward Szczęsnowicz – Polak, oficer Marynarki Wojennej Imperium Rosyjskiego

## Miasta partnerskie
- Portland (USA, stan Maine)
- Vardø (Norwegia)
- Emden (Niemcy)
- Miluza (Francja)
- Oulu (Finlandia)
- Pireus (Grecja)
- Kiruna (Szwecja)